# Triplofusus
Triplofusus (nomeados, em inglês, horse conchs -pl.; na tradução para o portuguêsː "conchas cavalo"; durante o século XX cientificamente alocadas no gênero Pleuroploca) é um gênero de moluscos gastrópodes, marinhos e predadores, pertencente à família Fasciolariidae, na subclasse Caenogastropoda e ordem Neogastropoda; classificado por Olsson & Harbison em 1953. Sua distribuição geográfica é quase toda na costa atlântica (Triplofusus giganteus) e pacífica (Triplofusus princeps) da região neoártica das Américas, incluindo o golfo da Califórnia, no México, até o Peru, na região neotropical; e a Carolina do Norte, nos Estados Unidos, até o golfo do México. Embora tenha apenas duas espécies, o gênero é famoso por conter um dos dois maiores gastrópodes do mundo (Triplofusus giganteus, sua espécie-tipo), cuja concha pode chegar a dimensões de até 60 centímetros de comprimento; apenas perdendo em tamanho para a espécie Syrinx aruana, do oceano Pacífico e que habita a Oceania.

A distribuição geográfica do gênero Triplofusus é exclusivamente americana.[3]

## Espécies deTriplofusus
- Triplofusus princeps (G. B. Sowerby I, 1825)
- Triplofusus giganteus (Kiener, 1840)[1]

### Espécies trazidas para a sinonímia
- Triplofusus papillosus auct.; sinônimoː Triplofusus giganteus (Kiener, 1840)
- Triplofusus papillosus (G. B. Sowerby I, 1825); o seu nome original, Fasciolaria papillosa, é um nomen dubium.[1]

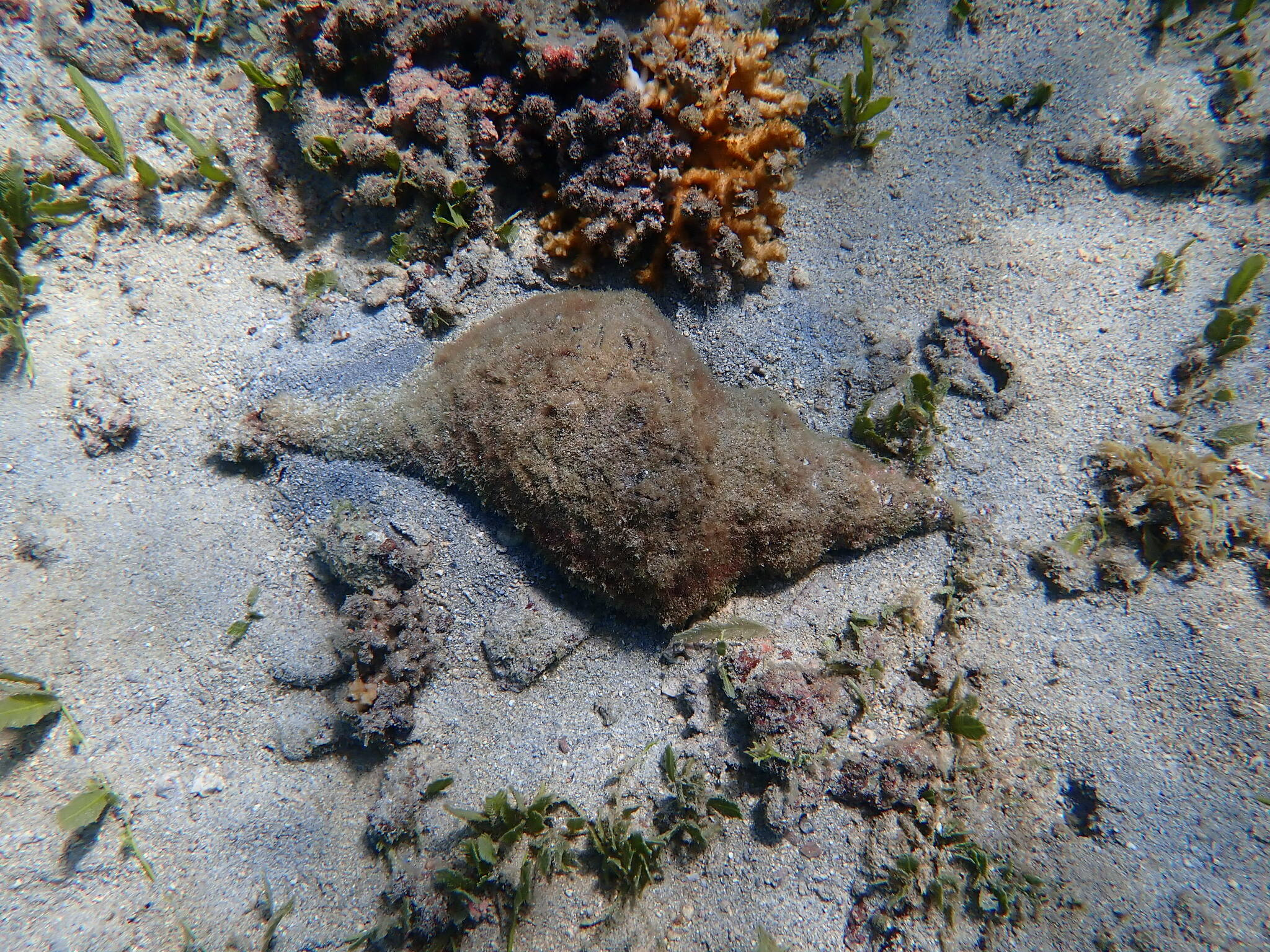
Uma concha de Triplofusus princeps (G. B. Sowerby I, 1825),[1] repousa no leito marinho. Espécime avistado em Coiba, na costa pacífica do Panamá, província de Veráguas.